# ALC-0159
ALC-0159, auch als 2-[(Polyethylenglycol)-2000]-N,N-ditetradecylacetamid bezeichnet, ist ein synthetisches Lipid, das aufgrund seiner grenzflächenaktiven Eigenschaften in pharmazeutischen Formulierungen als Hilfsstoff eingesetzt wird. Es dient als Helferlipid des Transfektionsreagenz ALC-0315 und stabilisiert Liposomen, indem es deren Aggregation verhindert.
In geringer Menge ist es im COVID-19-Impfstoff Comirnaty enthalten, um gemeinsam mit anderen Lipiden den Wirkstoff, eine Nukleosid-modifizierte Messenger-RNA, zu stabilisieren.

## Eigenschaften
Die Substanz ist ein PEGyliertes Lipid. Die Lipideigenschaften entstehen durch die Myristinsäurestrukturen im Molekül. Die PEG-Kette ist 45 bis 50 Ethylenoxideinheiten lang und macht den hydrophilen Charakter des Moleküls aus. ALC-0159 ist ein nicht-ionisches Tensid.
Formelstamm: C31H63NO2·(C2H4O)x, x = 45–50
Aufgrund der hydrophilen Eigenschaften und seiner inerten Natur hat ALC-0159 eine vergleichsweise geringe Affinität zu Geweben, weswegen von einer raschen Elimination nach der Verabreichung ausgegangen werden kann.

## Synthese
ALC-0159 ist einfach durch Acylierung von Ditetradecylamin (Dimyristylamin) [(C14H29)2NH] mit einer NHS-aktivierten Polyethylenglycol-Monomethylether-Carbonsäure zugänglich.
Die Polyethylenglycol-Monomethylether-Carbonsäure wird aus mPEG 2000 und Bromessigsäureethylester mit Kaliumethanolat in Ethanol und anschließender Verseifung hergestellt.